# Іван Стягайло
Іва́н Стяга́йло (*д/н —†після 1683) — кошовий отаман Війська Запорозького Низового у 1680—1681 роках.

## Життєпис
Про дату та місце народження немає відомостей. Відзначився під час численних походів у ході козацьких війн проти Польщі та татар. Ймовірно мав велику повагу серед січовиків, тому після смерті Іван Сірка обраний кошовим отаманом. З листа Івана Стягайла від 10 серпня 1680 року Москву було повідомлено про смерть Сірка та обрання Стягайла кошовим отаманом.
Незабаром Стягайло вирушив у похід проти османів. Успішно здійснив похід Азовським морем, захопивши турецький корабель.
Перше невдоволення козаків викликала присяга Стягайла московському цареві. Надалі кошовий отаман дотримувався промосковської позиції та дружніх стосунків з гетьманом Іваном Самойловичем, до якого запорізькі козаки не досить дружно ставилися.
Викликало також невдоволення запорожців укладання Бахчисарайського миру, який обмежував права козаків. У 1681 році на Січ прибув гетьман Петро Суховій, що намагався підняти козаків проти Самойловича, втім Стягайло виступив проти цього. Зрештою непевна та промосковська позиція кошового отамана спричинила повалення Стягайла та обрання новим отаманом Трофима Волошанина.
У 1683 році перебував на посаді курінного отамана Коринівського куреня. Про подальшу долю Івана Стягайла немає відомостей.